# Eleutherolaimus amasi
Eleutherolaimus amasi is een rondwormensoort uit de familie van de Linhomoeidae. De wetenschappelijke naam van de soort is voor het eerst geldig gepubliceerd in 1981 door Bouwman.